# Zeuxine reflexa
Zeuxine reflexa är en orkidéart som beskrevs av George King och Robert Pantling. Zeuxine reflexa ingår i släktet Zeuxine och familjen orkidéer. Inga underarter finns listade i Catalogue of Life.